# Afonso Fioreze
Afonso Fioreze CP (ur. 1 czerwca 1942 w Rio Branco do Sul, zm. 6 lutego 2021 w São Paulo) – brazylijski duchowny rzymskokatolicki, pasjonista, w latach 2004–2017 biskup diecezji Luziânia w Brazylii w stanie Goiás.

## Życiorys
3 lutego 1964 złożył śluby zakonne w Zgromadzeniu Męki Pańskiej. 26 lipca 1970 przyjął święcenia kapłańskie w Rio Branco do Sul. Pełnił różne funkcje, m.in. przez dziewięć lat był ekonomem prowincjalnym, następnie przez siedem lat był przełożonym prowincji zakonnej. 5 listopada 2003 papież Jan Paweł II mianował go biskupem koadiutorem diecezji Luziânia, na czele której stał pochodzący z Polski biskup Augustyn Januszewicz OFMConv.. Sakry udzielił mu 15 lutego 2004 arcybiskup Lorenzo Baldisseri, ówczesny nuncjusz apostolski w Brazylii. W tym samym roku po rezygnacji biskupa Januszewicza (który powrócił do pracy misyjnej), zastąpił go jako biskup diecezjalny.
12 lipca 2017 przeszedł na emeryturę.